# Cocky (álbum)
Cocky (Engreído) fue lanzado el 20 de noviembre de 2001, y es el quinto álbum de estudio de Kid Rock, quien mezcló el hard rock/rock sureño con el hip-hop. Para algunos, fue decepcionante por su sonido más suave, pero, teniendo en cuenta que su predecesor Devil Without a Cause fue uno de los mejores discos de hard rock de finales de los 90, es una buena secuela.

## Canciones
| N.º | Título                                       | Escritor(es)                                                           | Duración |  |
| 1.  | «Trucker Anthem»                             | Darryl "D.M.C." McDaniels, Robert J. Ritchie, J.K. Simmons, R. Simmons | 4:39     |  |
| 2.  | «Forever»                                    | Robert J. Ritchie                                                      | 3:46     |  |
| 3.  | «Lay It on Me»                               | Robert J. Ritchie                                                      | 4:56     |  |
| 4.  | «Cocky»                                      | Robert J. Ritchie                                                      | 3:57     |  |
| 5.  | «What I Learned out on the Road»             | Robert J. Ritchie                                                      | 4:58     |  |
| 6.  | «I'm Wrong, But You Ain't Right»             | Robert J. Ritchie                                                      | 4:56     |  |
| 7.  | «Lonely Road of Faith»                       | Robert J. Ritchie                                                      | 5:28     |  |
| 8.  | «You Never Met a Motherf**ker Quite Like Me» | A.J. Collins, Robert J. Ritchie                                        | 4:53     |  |
| 9.  | «Picture»                                    | Sheryl Crow, Robert J. Ritchie                                         | 4:58     |  |
| 10. | «I'm a Dog»                                  | Robert J. Ritchie                                                      | 3:36     |  |
| 11. | «Midnight Train to Memphis»                  | Robert J. Ritchie                                                      | 4:44     |  |
| 12. | «Baby Come Home»                             | Robert J. Ritchie                                                      | 3:08     |  |
| 13. | «Drunk in the Morning»                       | Robert J. Ritchie                                                      | 5:31     |  |
| 14. | «WCSR»                                       | Snoop Dogg, Robert J. Ritchie                                          | 4:44     |  |

## Participantes en el disco
- Jimmie Bones: arpa, teclados, órgano, voces, voces (fondo)
- A.J. Collins: compositor
- Sheryl Crow: bajo, compositora, artista destacada, artista invitada, guitarra (12 cuerdas), artista principal, voces
- Stefanie Eulinberg: batería, voces, voces (fondo)
- Larry Freemantle: dirección de arte
- Jeff Grand: colaborador de papel desconocido
- Shirley Hayden: voces, voces (fondo)
- Ted Jensen: mastering
- Kid Rock: banyo, bajo, guitarra, guitarra acústica, guitarra rítmica, lap steel guitar, mezcla, órgano Hammond, pedal steel guitar, artista principal, productor, scratch (música), slide (guitarra), sintetizador, voces, voces (fondo)
- Jason Krause: guitarra eléctrica, guitarra rítmica
- Misty Love: voces, voces (fondo)
- Clay McBride: fotografía
- Darryl "D.M.C." McDaniels: compositor
- Matt O'Brien: bajo
- Kenny Olson: bajo, guitarra, guitarra rítmica
- Paradime: voces (fondo)
- Robert J. Ritchie: compositor
- J. K. Simmons: compositor
- R. Simmons: compositor
- Snoop Dogg: compositor, artista destacado, artista invitado, artista principal, voces
- SP 1200 Productions: baterías
- David Spade: colaborador de papel desconocido
- Al Sutton: ingeniero de sonido, mezcla, colaborador de papel desconocido
- Twisted Brown Trucker: voces (fondo)
- Uncle Kracker: voces, voces (fondo)

- Datos: Q2981320